# نعوظ صبحگاهی
نعوظ صبحگاهی یا راست شدن آلت هنگام خواب یا تومِسانس آلت شبانه (Nocturnal Penile Tumescence) یا NPT نعوظ (افراشتگی) خود به خود آلت از هنگام خواب تا هنگام بیدار شدن است. در کنار تومسانس کلیتورال شبانه در زنان، به عنوان نعوظ مربوط به خواب، شکوه صبحگاهی یا چوب صبحگاهی نیز شناخته می‌شود. مردان بدون اختلال نعوظ جسمانی یا افسردگی شدید تومسانس آلت شبگاهی را تجربه می‌کنند، معمولاً سه تا پنج بار حین یک دوره از خواب، معمولاً حین خوابِ حرکتِ چشمِ تند. تومسانس آلت شبانه باور شده‌است که به تندرستی آلت کمک و مشارکت می‌کند. این فرایند جسمانی نه تنها طبیعی، ناخودآگاه و ناکنترل‌پذیر است بلکه نشانه سلامت سامانه نعوظی و توانایی جنسی نر می‌باشد.

## پیشینه
این فرایند برای نخستین بار در ۱۹۴۰ و در شیرخواران توضیح داده شد و در سال‌های بعد جزئیات آن بررسی شد.
۸۰٪ موارد نعوظ شبانه آلت در مرحله خواب REM رخ می‌دهد. حداکثر زمان نعوظ حین خواب در حوالی سن بلوغ قرار دارد که آلت تناسلی در حدود ۲۰٪ مدت زمان خواب در حالت نعوظ قرار دارد. در دهه دوم زندگی میانگین این میزان به حدود ۳۸ دقیقه می‌رسد و در بزرگسالی این عدد به ۲۷ دقیقه کاهش می‌یابد.
تعداد دفعات سفتی آلت معمولاً ۳ تا ۶ بار در ۸ ساعت و میانگین زمان آن‌ها حدود ۱۰ تا ۱۵ دقیقه است و در هر بار نیز شدت سفتی آلت باید بیش از ۷۰٪ باشد.
یک نعوظ کامل نشانه سالم بودن محور عصبی عروقی است و در نتیجه علت ناتوانی جنسی می‌تواند عصبی یا روانی باشد.

## مکانیسم
علت تومسانس پنیسی شبانه با قطعیت مشخص نیست. در حالت بیداری، در حضور تحریک مکانیکی با یا بی برانگیختگی، نعوظ با تقسیم پاراسمپاتیک سیستم عصبی خودمختار با حداقل ورودی از سیستم عصبی مرکزی آغاز می‌شود. شاخه‌های پاراسمپاتیک از شبکه خاجی عصب‌های نخاعی به شریان‌های تأمین کننده بافت نعوظ گسترش می‌یابند؛ پس از تحریک، این شاخه‌های عصبی استیل‌کولین را آزاد می‌کنند که به نوبه خود باعث آزاد شدن نیتریک اکسید از سلول‌های اندوتلیال در شریان‌های ترابکولار می‌شود که در پایان باعث تورم و تومسانس می‌شود.